# Пало-Альто (фильм)
Пало-Альто (англ. Palo Alto) — художественный фильм 2013 года, снятый по мотивам одноимённого сборника рассказов Джеймса Франко. Режиссёр и сценарист — Джиа Коппола, внучка Фрэнсиса Форда Копполы. В ролях — Эмма Робертс, Джек Килмер, Нэт Вулфф, Зои Левин и Джеймс Франко.
Фильм рассказывает о группе подростков, ищущих приключения на свою голову. Они садятся пьяными за руль, принимают наркотики, просто одержимы сексом и всегда готовы на безбашенные поступки.

## Сюжет
Тедди (Джек Килмер) и его лучший друг Фред (Нэт Вулфф) — типичные плохие парни из старшей школы.
Эйприл (Эмма Робертс), мечтательница и бунтарка, учится в той же школе, она увлечена игрой в футбол и своим тренером Мистером Би (Джеймс Франко). Тренер, как оказалось, тоже испытывает к ней симпатию — он регулярно приглашает Эйприл к себе домой под предлогом посидеть с его сыном.
На вечеринке Тедди и Фред знакомятся с Эйприл. Между Тедди и Эйприл завязывается симпатия, впоследствии Эйприл вырезает на дереве сердце. Они возвращаются на вечеринку и много пьют. Тедди становится плохо и он выходит на улицу, где встречает Эмили (Зои Левин). Та зовет его с собой в ванную. Эйприл, увидев их вместе, начинает ревновать. Она нарочно флиртует с Айваном (Эндрю Лутэрэн). Эмили делает Тедди минет. Тедди выходит на улицу, чтобы закурить, и видит Айвана, целующего Эйприл. Вместе с Фредом расстроенный Тедди уезжает с вечеринки, и они попадают в ДТП. Друзья ссорятся, Тедди обвиняет Фреда в том, что тот всё знал. Прибывший инспектор арестовывает Тедди за вождение в нетрезвом виде.
Тедди, исполняющего общественные работы в библиотеке, вскоре навещает Фред, и друзья мирятся. Эйприл целуется с мистером Би во время занятий по истории, тот признается ей в своих чувствах. Той же ночью Тедди и Фред срубают бензопилой дерево с вырезанным в нём сердцем. Эйприл переживает полосу неудач: в школе её заставили переделать семестровую, мистер Би холоден к ней, на футбольном матче она пропускает голы, и команда проигрывает. Мистер Би утверждает, что он любит её и приглашает к себе домой, где лишает Эйприл девственности. На следующий день, когда сын мистера Би Майкл говорит Эйприл, что у него есть ещё одна няня, Эйприл расстраивается и решает порвать отношения с Би.
На вечеринке Эйприл вновь встречается с Тедди. Он говорит, что любит её и что она важна для него. Это немного смущает Эйприл, ведь они практически не общаются. Позже Тедди и Фред идут к Черепу (Кигэн Аллен) за марихуаной. Между друзьями вновь вспыхивает конфликт. Они возвращаются вместе, Фред хочет уехать навсегда, на что Тедди требует выйти из машины. Фред мчится один по односторонней магистрали, повторяя фразу учителя «я не Боб». Бредущий в одиночестве Тедди получает сообщение от Эйприл, что заставляет его улыбнуться.

## В ролях
| Актёр            | Роль      |
| ---------------- | --------- |
| Эмма Робертс     | Эйприл    |
| Джек Килмер      | Тедди     |
| Нэт Вулфф        | Фред      |
| Зои Левин        | Эмили     |
| Джеймс Франко    | Мистер Би |
| Вэл Килмер       | Стюарт    |
| Кигэн Аллен      | Череп     |
| Маргарет Куолли  | Ракель    |
| Крис Мессина     | Митч      |
| Оливия Крочиккия | Крисси    |

## Отзывы
Фильм получил в основном положительные отзывы кинокритиков. На сайте Rotten Tomatoes на основе 124 рецензий критиков, фильм имеет рейтинг 69 %, со средней оценкой 6,2 из 10.
На сайте Metacritic фильм набрал 69 баллов из 100, на основании 34 отзывов критиков.